# Konrad Schliephake
Konrad Schliephake (* 2. Mai 1944 in Würzburg) ist ein deutscher Geograph und war akademischer Direktor an der Universität Würzburg.
Schliephake studierte Geographie mit den Nebenfächern Wirtschaftswissenschaften, Orientalistik und Geologie in Gießen, Würzburg und Tunis. 1969 schloss er dieses mit dem Diplom ab, 1972 promovierte er in Gießen. Von 1971 bis 1975 war er wissenschaftlicher Referent am Institut für Afrikakunde, Hamburg. Ab 1975 war er am Geographischen Institut der Universität Würzburg tätig. Von 1980 bis 1985 war er als Regionalplaner am Planungsministerium in Riad, Saudi-Arabien, beschäftigt, danach wieder an der Universität Würzburg. 2009 trat er in den Ruhestand.
In seiner Kindheit, die er zum Teil wegen einer Gastprofessur seines Vaters Erwin Schliephake im ägyptischen Alexandria verbrachte, lernte Schliephake Arabisch. 
Seine Hauptforschungsgebiete sind die 
- Nutzung und Verknappung der natürlichen Ressourcen, insbesondere Wasser, in den arabischen Ländern,
- die räumliche Entwicklung unter dem Einfluss von Industrialisierung und Verkehrsausbau sowie
- die Mobilität von Personen und Gütern im Angebot-Nachfrage-Spannungsfeld.

## Schriften (Auswahl)
- hrsg. mit Ghazi Shanneik: Die Beziehungen zwischen der Bundesrepublik Deutschland und dem Königreich Saudi-Arabien (= Schriftenreihe zu Deutsch-Arabischen Beziehungen. Heft 3). Ed. Shanneik, Berlin/Irbid 2001.
- hrsg. mit Winfried Schenk: Allgemeine Anthropogeographie (= Perthes Geographie-Kolleg). Klett-Perthes, Gotha/Stuttgart 2005.